# Øystein Havang
Øystein Havang (født 3. september 1964) er en norsk håndboldspiller. Han spillede 187 kampe og scorede 717 mål for Norges håndboldlandshold mellem 1987 og 1993. Han deltog også under VM 1993 og 1997